# 德國邦媒體管理局協會
德國邦媒體管理局協會（德語：ALM GbR）是德國各邦媒體管理機構於1993年簽訂規約所設立的跨邦合作組織。

## 概要
德國各邦媒體管理機構於1993年11月27日簽訂《德國邦媒體管理局協會合作原則》、1995年4月25日生效。在2010年3月17日修訂規約重組為「民法合夥」（德語：Gesellschaft bürgerlichen Rechts）型態，並正式納入調查媒體集中委員會聯合辦公；翌年3月16日啟用傘下品牌「媒體管理當局」（德語：die medienanstalten）。全國16邦下轄14個媒體管理機構都有參加組織，當中DLM、ZAK（下敘）成員皆由同一組主管或法定代理人擔任。

## 組織
該協會由各邦主管會議及四個委員會所構成：
- 邦媒體管理局長會議（德語：／英語：）

1987年3月22日設立，歷史可追溯1985年5月31日的前身「獨立邦廣播新媒體管理局長會議」（德語：Konferenz der Direktoren der unabhängigen Landesanstalten für Rundfunk und Neue Medien），在ALM出現之前為各邦合作協調的組織，現綜理媒體許可及監管以外的事務。
- 許可監管委員會（德語：／英語：）

負責全國民營廣播公司的許可和監管，規範媒體相關平台以及數位傳播的發展。與DLM相輔相成。
- 主任委員會議（德語：／英語：[註 5]）

各邦媒體管理機構其合議制組織主席會議，選擇決定媒體相關平台的分配，以及分配民營供應商的無線傳輸容量。
- 調查媒體集中委員會（德語：／英語：）

監督全國性民營電視台遵守確保多元意見的規定。
- 保護未成年人媒體委員會（德語：／英語：）

以保護未成年人接觸電視台、電台及網際網路為核心。

## 外部連結
- 官方网站[] （德文） （英文）